# Diego del Real
Diego Del Real (ur. 6 marca 1994 w Monterrey) – meksykański lekkoatleta specjalizujący się w rzucie młotem.
W 2010 zdobył złoto mistrzostw Ameryki Środkowej i Karaibów juniorów oraz bez awansu do ścisłego finału startował na igrzyskach olimpijskich młodzieży. Szósty zawodnik mistrzostw świata juniorów młodszych oraz srebrny medalista panamerykańskiego czempionatu juniorów z 2011. Rok później zdobył swój drugi złoty medal środkowoamerykańskich mistrzostw juniorów, a w 2013 zdobył srebrny krążek kontynentalnych mistrzostw w gronie seniorów. Złoty medalista młodzieżowych mistrzostw NACAC w Kamloops (2014). W 2015 zajął 6. miejsce na igrzyskach panamerykańskich w Toronto oraz stanął na najniższym stopniu podium czempionatu NACAC. Czwarty zawodnik igrzysk olimpijskich w Rio de Janeiro (2016).
Złoty medalista mistrzostw Meksyku.
Rekord życiowy: 78,68 (24 kwietnia 2021, Monterrey) rekord Meksyku.

## Osiągnięcia
| Rok  | Impreza                                     | Miejsce         | Lokata                  | Wynik |
| ---- | ------------------------------------------- | --------------- | ----------------------- | ----- |
| 2010 | Mistrzostwa Ameryki Śr. i Karaibów juniorów | Santo Domingo   | 1. miejsce              | 61,27 |
| 2010 | Igrzyska olimpijskie młodzieży              | Singapur        | 1. miejsce (w finale B) | 69,66 |
| 2011 | Mistrzostwa świata juniorów młodszych       | Lille Metropole | 6. miejsce              | 72,21 |
| 2011 | Mistrzostwa panamerykańskie juniorów        | Miramar         | 2. miejsce              | 66,77 |
| 2011 | Igrzyska panamerykańskie                    | Guadalajara     | 10. miejsce             | 59,41 |
| 2012 | Mistrzostwa Ameryki Śr. i Karaibów juniorów | San Salvador    | 1. miejsce              | 73,96 |
| 2012 | Mistrzostwa świata juniorów                 | Barcelona       | el. – 17. miejsce       | 69,56 |
| 2013 | Mistrzostwa Ameryki Środkowej i Karaibów    | Morelia         | 2. miejsce              | 65,35 |
| 2013 | Mistrzostwa panamerykańskie juniorów        | Medellín        | 1. miejsce              | 72,99 |
| 2014 | Młodzieżowe mistrzostwa NACAC               | Kamloops        | 1. miejsce              | 69,42 |
| 2014 | Igrzyska Ameryki Środkowej i Karaibów       | Xalapa          | 4. miejsce              | 69,84 |
| 2015 | Igrzyska panamerykańskie                    | Toronto         | 6. miejsce              | 71,74 |
| 2015 | Mistrzostwa NACAC                           | San José        | 3. miejsce              | 70,83 |
| 2016 | Młodzieżowe mistrzostwa NACAC               | San Salvador    | 1. miejsce              | 74,55 |
| 2016 | Igrzyska olimpijskie                        | Rio de Janeiro  | 4. miejsce              | 76,05 |
| 2017 | Mistrzostwa świata                          | Londyn          | el. – 26. miejsce       | 71,29 |
| 2017 | Uniwersjada                                 | Tajpej          | –                       | NM    |
| 2018 | Igrzyska Ameryki Środkowej i Karaibów       | Barranquilla    | 1. miejsce              | 74,95 |
| 2018 | Puchar interkontynentalny                   | Ostrawa         | 4. miejsce              | 75,86 |
| 2019 | Igrzyska panamerykańskie                    | Lima            | 4. miejsce              | 74,16 |
| 2019 | Mistrzostwa świata                          | Doha            | el. – 21. miejsce       | 73,15 |
| 2021 | Igrzyska olimpijskie                        | Tokio           | el. – 15. miejsce       | 75,17 |
| 2022 | Mistrzostwa świata                          | Eugene          | el. – 16. miejsce       | 74,12 |
| 2023 | Igrzyska Ameryki Środkowej i Karaibów       | San Salvador    | 2. miejsce              | 74,57 |
| 2023 | Mistrzostwa świata                          | Budapeszt       | 12. miejsce             | 72,56 |
| 2023 | Igrzyska panamerykańskie                    | Santiago        | 4. miejsce              | 75,63 |
| 2024 | Igrzyska olimpijskie                        | Paryż           | el. – 22. miejsce       | 72,10 |